# Zakład Szybowcowy Jeżów
Zakład Szybowcowy „Jeżów” Henryk Mynarski – polskie przedsiębiorstwo przemysłu lotniczego w Jeżowie Sudeckim, specjalizujące się w produkcji i remontach szybowców. Wywodzi się z zakładu założonego w 1928 roku, w obecnej formie powstało w 2001 roku.

## Historia
Zakład produkcji szybowców w Jeżowie, wówczas znajdującym się w Niemczech i noszącym nazwę Grunau został założony w 1928 roku przez Edmunda Schneidera pod nazwą Segel-Flugzeugbau Edmund Schneider. Stał się wkrótce według niektórych opinii najważniejszą wytwórnią szybowców na świecier. Budowano w nim takie szeroko używane konstrukcje, jak Grunau Baby i SG-38. 
Po II wojnie światowej Jeżów znalazł się na terenie Polski. Zakład nie został zniszczony i został przejęty przez państwo jako mienie poniemieckie. Już od sierpnia 1945 roku rozpoczęto w nim remonty szybowców, przy udziale niemieckich fachowców, którzy następnie w większości do 1947 roku opuścili Polskę. W 1947 roku zbudowano krótką serię kopii Grunau Baby pod nazwą Jeżyk. W kolejnych latach budowano tam różne szybowce polskiej konstrukcji, projektowane przez Szybowcowy Zakład Doświadczalny. Zakład początkowo funkcjonował jako Okręgowe Warsztaty Szybowcowe, a następnie w latach 60. jako oddział Zakładów Sprzętu Lotnictwa Sportowego w Bielsku-Białej.
Po przemianach ekonomicznych w Polsce, w 1999 roku ogłoszono upadłość zakładów. 2 lutego 2001 zakład został kupiony przez Henryka Mynarskiego i funkcjonuje następnie jako Zakład Szybowcowy Jeżów Henryk Mynarski. Nowy właściciel wznowił działalność remontową szybowców, zatrudniając około 20 osób. Podjęto także następnie małoseryjną produkcję szybowców, między innymi repliki szybowca Salamandra oraz szybowców PW-6.
W latach 2013 i 2015 przeprowadzono gruntowny remont oryginalnych przedwojennych hal. 